# Ковила найгарніша
Ковила найгарніша, ковила найкрасивіша (Stipa pulcherrima) — багаторічна рослина родини тонконогових, поширена у степових зонах Європи, на півдні Сибіру та півночі Казахстану. Занесена до Червоної книги України, Польщі та Росії. Формація ковили найкрасивішої занесена до Зеленої книги України. Декоративна та протиерозійна культура.

## Опис

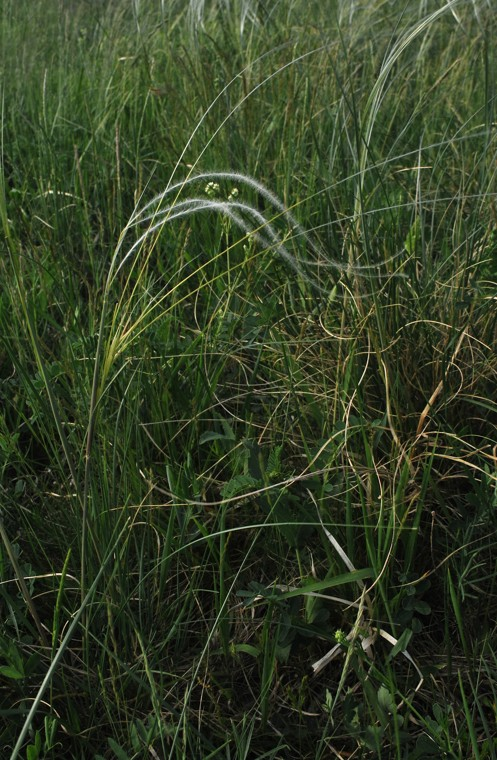
Квітуча рослина великим планом

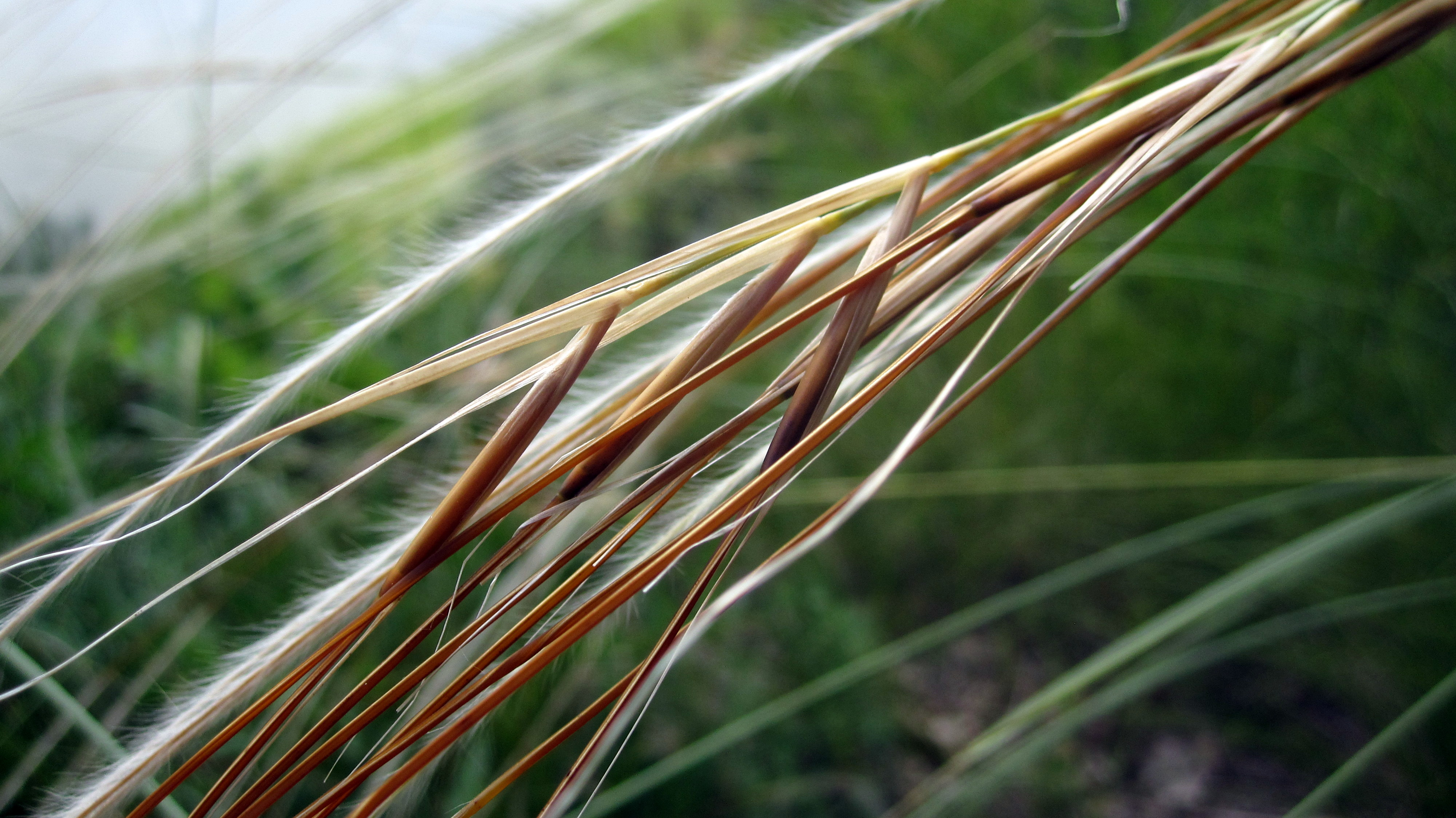
Деталі суцвіття. Помітні квіткові луски та основи остюків

Трав'яниста рослина заввишки 40-100 см, утворює великі та щільні дернини. Гемікриптофіт. Коріння сягає 90 см завглибшки та 30 см завширшки. Стебла численні, голі, сірувато-зелені. Листки неплідних пагонів перевищують у довжину стебла (20-40 см), вони вузьколінійні, нещільно вздовж складені, зовні голі, гладенькі або шорсткі від густих шипиків і сосочків, зсередини — щетинистоволосисті. У розгорнутому вигляді сягають завширшки 3-4 мм, у згорнутому мають діаметр до 1,2 мм. Довжина язичка у нижніх листків становить 0,8-1 мм, у верхніх — 2-3 мм. Піхви листків неплідних пагонів не мають смужки волосків.
Суцвіття — негуста, вузька, стиснута волоть 15-20 см завдовжки, що складається з 6-10 одноквіткових колосків завдовжки 6-8 мм кожен. Квітки непоказні, двостатеві, з оцвітиною, складеною з квіткових лусок. Нижня квіткова луска 18-24 мм завдовжки, має остюк, який зберігається при достиганні плодів. Крайова смужка волосків на ньому доходить до основи. Остюк завдовжки 40-50 см, у нижній частині двічі колінчастозігнутий, жовтуватий або темно-бурий, у верхній частині пірчастий. Довжина волосків пера сягає 7 мм.
Плід — зернівка.

### Визначення
Від ковили пухнастолистої цей вид відрізняється листками, голими зовні або вкритими рідкими щетинками без довгих м'яких волосків. Відмінністю між цим видом і ковилою пірчастою є смужка волосків на нижній квітковій лусці, яка на 2,5 мм не доходить до основи остюка.

## Екологія
Рослина світлолюбна, посухостійка, невибаглива до вмісту в ґрунті азотних сполук, але потребує високого вмісту кальцію, віддає перевагу кам'янистим ґрунтам. Ковила найкрасивіша росте переважно на схилах зі змитими ґрунтами (зазвичай з відслоненнями карбонатних порід або карбонатних лесів), на пологих степових схилах, серед чагарників, на галявинах байрачних лісів, також на карбонатних добре розвинених чорноземах, іноді на карбонатних супіщаних та піщаних чорноземах. Загалом вид тяжіє до плакорних ділянок. Досить часто зростає окремими або нечисленними дернинами, панівного стану у травостої досягає лише у степах Донецького кряжа й Північного Приазов'я.
Розмножується насінням. Квітне в травні-липні протягом 2 тижнів. Плодоносить у червні-липні. Запилення та розповсюдження насіння відбувається за допомогою вітру (анемохорія). Схожість насіння перевищує 90 %. Близько 10 % сіянців квітнуть вже на другому році життя, решта — у трирічному віці.

## Поширення

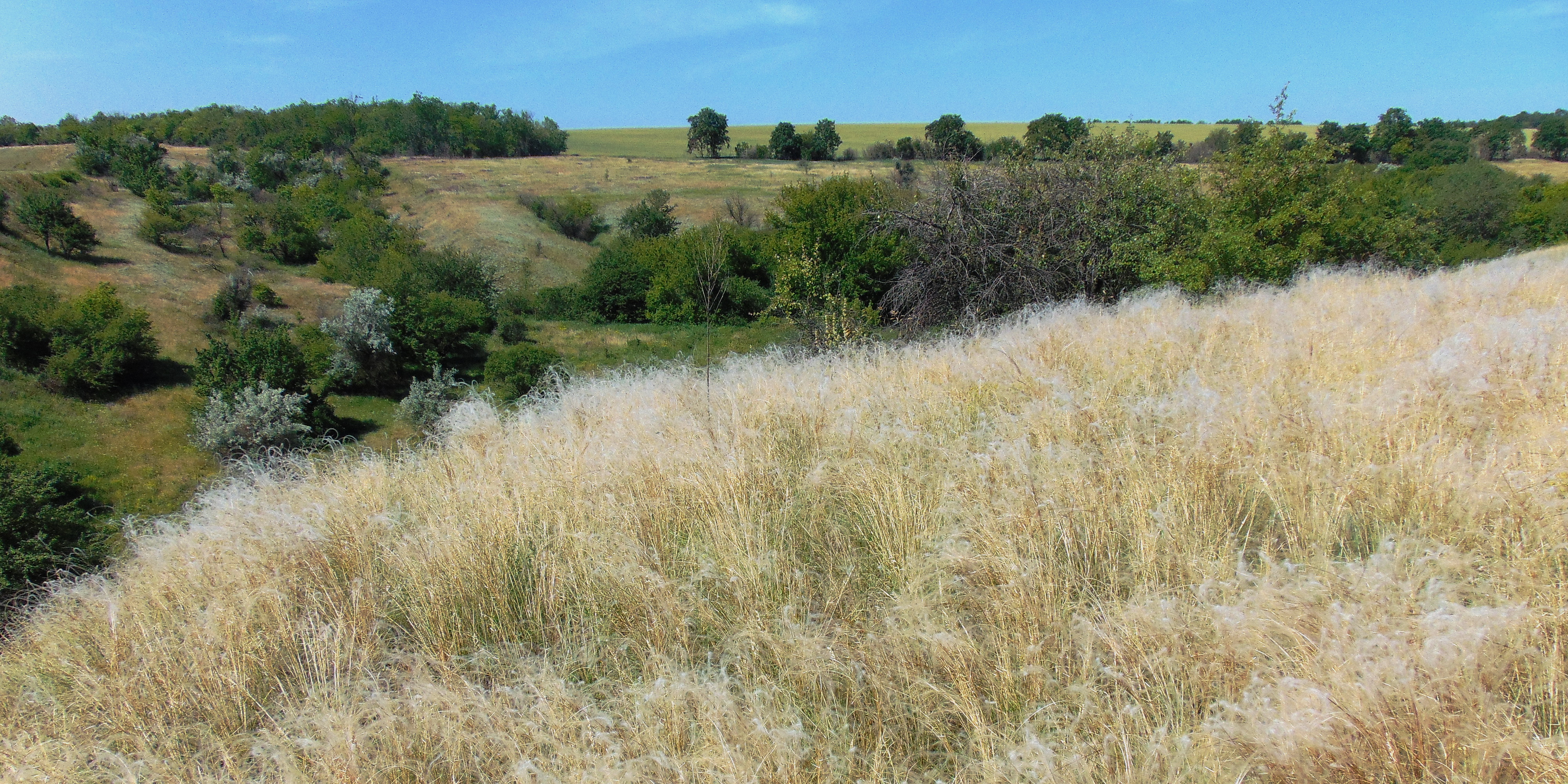
Формація ковили найкрасивішої. Запорізьке Правобережжя

Ковила найкрасивіша належить до казахстансько-європейських видів. Західна межа ареалу пролягає через Середню Європу та Північне Причорномор'я, далі на схід вид просувається через Малу Азію, Казахстан і Туркменістан (зокрема Копетдаг) до півдня Уральських гір, Західного Сибіру й Алтаю. Південна межа ареалу пролягає через Середземномор'я, Кавказ та Закавказзя.
В Україні трапляється переважно в лісостепових і степових районах, рідше — в Криму. Ізольовані популяції знайдені на крайньому сході та заході країни: відповідно, в Сумській області та у заказнику «Чорна Гора» на Закарпатті. Популяції локальні, не займають великих площ. Окремі масиви степу з едифікаторною роллю виду трапляються тільки в південно-східних регіонах України. Їх стан сильно залежить від характеру господарського використання території, зокрема, за відсутності антропогенного навантаження вони залишаються стійкими.

## Значення і статус виду
Популяціям загрожують сильна фрагментація місцезростань внаслідок розорювання степових схилів, їх забудови, порушення кар'єрними розробками, терасування та заліснення, надмірні пасовищні навантаження (особливо випасання овець), часті пали, різні форми побічного використання та збирання насіння разом з остюками для букетів.
Охороною цього виду в природному середовищі займаються заповідники Луганський (філія «Стрільцівський степ», «Провальський степ») і Український степовий (філії «Хомутовський степ», «Кам'яні Могили», «Крейдова флора»).
У місцях найбільшого поширення є ценозоформуючим видом. Цей злак здатен закріплювати схили, запобігати їх розмиванню тощо. Під час цвітіння ковила найкрасивіша дуже приваблива, що навіть відображене у назві виду, а тому популярна як декоративна рослина. В квітникарстві її висаджують групами або використовують суцвіття для складання букетів, в культурі ця рослина стійка, добре розмножується, дає самосів. Станом на 2014 рік її вирощували лише в Донецькому ботанічному саду.

## Систематика

### Підвиди і форми
- Stipa pulcherrimasubsp. araxensis (Grossh.) Tzvelev
- Stipa pulcherrima var. austriaca (Beck) Podp.
- Stipa pulcherrima subsp. bavarica (Martinovský & H.Scholz) Conert
- Stipa pulcherrima subsp. crassiculmis (P.A.Smirn.) Tzvelev
- Stipa pulcherrima subsp. epilosa (Martinovský) Tzvelev
- Stipa pulcherrima subsp. glabrinoda (Klokov) Tzvelev
- Stipa pulcherrima subsp. grafiana (Steven) Pacz.
- Stipa pulcherrima var. karadagensis Tzvelev
- Stipa pulcherrima f. leiantha (Borbás) Soó
- Stipa pulcherrima f. nudicostata Martinovský
- Stipa pulcherrima f. pubiflora (Borbás) Soó[3]

### Синоніми
| - Stipa crassiculmis P.A.Smirn. - Stipa crassiculmis subsp. euroanatolica Martinovský - Stipa crassiculmis subsp. heterotricha Dihoru & Roman - Stipa crassiculmis subsp. picentina Martinovský, Moraldo & Caputo - Stipa epilosa Martinovský - Stipa epilosa subsp. montana Moraldo - Stipa etrusca Moraldo - Stipa glabrinoda Klokov - Stipa grafiana Steven - Stipa grafiana f. leiantha Borbás - Stipa grafianaf. pubiflora Borbás - Stipa heterophylla Klokov - Stipa mediterranea (Trin. & Rupr.) Asch. & Graebn. - Stipa mediterranea subsp. pulcherrima (K. Koch) Asch. & Graebn. - Stipa oreades Klokov - Stipa pennata var. breviglumis Maire | - Stipa pennata var. grafiana (Steven) Linden - Stipa pennata subsp. grafiana (Steven) Kneuck. - Stipa pennata var. grafiana (Steven) Lindem. - Stipa pennata var. grafiana (Steven) Richt. - Stipa pennata subsp. mediterranea (Trin. & Rupr.) Asch. & Graebn. - Stipa pennata var. mediterranea Trin. & Rupr. - Stipa pennata subsp. pulcherrima (K.Koch) Á.Löve & D.Löve - Stipa pennata var. pulcherrima (K.Koch) Asch. & Graebn. - Stipa pennata subsp. pulcherrima (K. Koch) Freitag - Stipa pennata f. pulcherrima (K. Koch) Brand - Stipa pennata var. pulcherrima (K. Koch) Halácsy - Stipa pennata var. pulcherrima (K. Koch) Beck - Stipa platyphylla Czern. ex Trautv. - Stipa rigida Martinovský - Stipa turcica Martinovský |